# Wyeomyia argenteorostris
Wyeomyia argenteorostris är en tvåvingeart som först beskrevs av Bonne-wepster och Cornelis Bonne 1920.  Wyeomyia argenteorostris ingår i släktet Wyeomyia och familjen stickmyggor. Inga underarter finns listade i Catalogue of Life.